# Iris Marion Young
Iris Marion Young (1949 - 2006) foi uma filósofa e cientista política estadunidense.
Era professora de Ciência Política da Universidade de Chicago e afiliada ao Gender Studies Center (Centro de Estudos de Gênero) e a seu Programa de Direitos Humanos. Sua pesquisa abrangia Teoria Política, Teoria Feminista e análise normativa de políticas públicas.

## Obras e interesses
Os livros de Young incluem Justice and the Politics of Difference (1990), Throwing Like a Girl and Other Essays in Feminist Philosophy and Social Theory (1990), Intersecting Voices: Dilemmas of Gender, Political Philosophy, and Policy (1997) e Inclusion and Democracy (2000). Seus escritos foram traduzidos  em várias línguas incluindo alemão, italiano, espanhol e sueco. Ela também deu várias palestras na América do Norte, Europa, Austrália e África do Sul. 
Seus interesses acadêmicos abrangiam teorias contemporâneas de Justiça; Democracia e diferenças; Teoria Feminista Política; visões políticas de Foucault e Habermas; Ética e assuntos internacionais; Gênero, Raça e Políticas Públicas.

## Carreira acadêmica
Young obteve um Ph.D. em Filosofia pela Pennsylvania State University em 1974. Antes de ir para a Universidade de Chicago, ela ensinou Teoria Política por 9 anos na Graduate School of Public and International Affairs da Universidade de Pittsburgh e antes disso ensinou filosofia em várias instituições como a Worcester Polytechnic Institute e a Universidade de Miami. 
No verão de 1995, Young foi professora visitante de Filosofia da Johann Wolfgang Goethe University em Frankfurt, Alemanha (conhecida por ser a sede da Escola de Frankfurt). Young trabalhou também com diversas universidade ao redor do mundo, incluindo Princeton University, Institute for Human Sciences in Vienna, Australian National University e Human Sciences Research Council da África do Sul. 
Young morreu, aos 57 anos, no dia 1 de Agosto de 2006 depois de uma luta de 18 meses contra o câncer no esôfago.

## Obras escolhidas
- Justice and the Politics of Difference (Princeton University Press, 1990)
- Throwing Like a Girl and Other Essays in Feminist Philosophy and Social Theory (Indiana University Press, 1990)
- Intersecting Voices: Dilemmas of Gender, Political Philosophy, and Policy (Princeton University Press, 1997)
- Inclusion and Democracy (Oxford University Press, 2000).